# عبد الله مهجري
عبد الله مهجري لاعب كرة قدم سعودي، يلعب كمدافع يلعب في نادي الغزوة.

## مسيرة اللاعب
لعب سابقاً في نادي الخلود ووقع مع نادي ضمك في صيف عام 2020, و أعير إلى نادي النجوم ونادي البكيرية ونادي الريان و لعب بعدها مع نادي الغزوة.